# Bristol M.R.1
El Bristol M.R.1 fue un biplano experimental con fuselaje monocasco de aluminio y alas de metal, producido por Bristol durante la Primera Guerra Mundial. Se construyeron dos ejemplares por encargo del gobierno.

## Diseño y desarrollo
Al principio del desarrollo del vuelo propulsado, algunos fabricantes empezaron a considerar el uso del metal en las estructuras de los aviones para reemplazar a la madera. Las estructuras metálicas, incluso las recubiertas de tela, ofrecían una mayor robustez para el manejo y el transporte, así como una mejor resistencia a los climas tropicales, y algunos diseñadores pudieron ver las posibilidades del revestimiento metálico, sujeto a esfuerzos o no, para lograr alas en voladizo aerodinámicamente limpias y avanzados fuselajes monocasco. También se comprendió que el acero dulce, conocido en la fabricación de bicicletas, pero con una baja relación resistencia-peso, no iba a ser el material elegido, una vez que se hubieran resuelto los problemas de unión de los elementos de aleación de aluminio y de la prevención de su corrosión. Vickers, en el Reino Unido, fue uno de los primeros en fabricar aviones volables con estructura y larguero de acero, con su serie de R.E.P. Type Monoplane producidos entre 1911 y 1913. En Alemania, Junkers produjo el primer avión de hecho totalmente metálico (durante años, los aviones con estructuras de metal revestidas de tela se describían como totalmente metálicos, pero el Junkers también tenía revestimiento de acero), el Junkers J 1, que voló en 1915. Los primeros borradores de diseños de aviones de metal de Bristol datan de 1914, pero no fue hasta que el aumento de la producción de aviones durante la Primera Guerra Mundial comenzó a presionar el suministro de madera de alta calidad que hubo interés oficial. En 1916, el diseñador de Bristol, Frank Barnwell, presentó un diseño de un avión de reconocimiento biplaza de metal, el M.R.1 (M.R. por Metal Reconnaissance, Reconocimiento Metálico) y obtuvo un contrato por dos aviones de evaluación.
La construcción del fuselaje era bastante novedosa. Barnwell tomó prestado de su experiencia marina el uso de láminas de duraluminio barnizadas para evitar la corrosión y las utilizó para hacer el fuselaje en cuatro secciones. Las dos secciones delanteras eran semimonocasco (es decir, con canales abiertos) con miembros superiores longitudinales arriostrados que, atornillados entre sí, sostenían el motor (un lineal Hispano-Suiza refrigerado por agua de 100 kW (140 hp)) y la cabina del piloto. A popa, dos secciones más, ambas verdaderamente monocasco, albergaban al observador y sostenían la unidad de cola. Las dos cabinas estaban muy juntas, con el piloto debajo del ala a mitad de la cuerda y el observador debajo de un recorte en el borde de fuga; Barnwell propuso que la sección corta del fuselaje del observador fuera desmontable para convertir el M.R.1 en un monoplaza, aunque esta configuración no se realizó. Las secciones monocasco fueron ejemplos muy tempranos de construcción de doble recubrimiento, con un recubrimiento exterior liso remachado a otro interior corrugado longitudinalmente. El diseño en detalle fue realizado por W.T. Read. El fuselaje completo era de sección transversal rectangular con esquinas redondeadas y bastante delgado, y estaba montado entre las alas. El M.R.1 era un biplano de dos vanos, sin decalaje ni aflechamiento, con alerones en ambos planos. Resultó difícil hacer que los largueros de las alas de aluminio fueran lo suficientemente rígidos y Bristol subcontrató su fabricación a The Steel Wing Company de Gloucester, que había construido alas de acero experimentales para otros aviones.
Con el fuselaje del primer M.R.1 completado antes que las alas, Bristol decidió fabricar un conjunto de alas de madera convencionales, con alerones sólo en los planos superiores, para realizar pruebas de vuelo a mediados de 1917. Todo salió bien y el avión fue entregado a la Junta Aérea en octubre de 1917. El segundo M.R.1 no voló hasta finales de 1918, cuando las alas de metal finalmente estuvieron listas, propulsado por un motor Wolseley Viper de 130 kW (180 hp). Sufrió daños irreparables al final de su vuelo de entrega al Royal Aircraft Establishment en abril de 1919. El primer M.R.1 fue equipado con alas de metal en 1918 y continuó proporcionando información útil sobre la construcción de fuselajes metálicos. En 1923, la racionalización de los números de modelo por parte de Bristol denominó al M.R.1 como Type 13.

## Especificaciones
Referencia datos: Barnes, 1964 Lamentablemente, Barnes no indicó a qué motor se aplican las siguientes especificaciones ni si se utilizaron alas de metal o de madera.

### Características generales
- Tripulación: Dos (piloto y observador)
- Longitud: 12,9 m (42,2 ft)
- Envergadura: 8,2 m (27 ft)
- Altura: 3,1 m (10,2 ft)
- Superficie alar: 42,6 m² (458,6 ft²)
- Peso vacío: 770 kg (1697,1 lb)
- Peso cargado: 1275 kg (2810,1 lb)

### Rendimiento
- Velocidad máxima operativa (Vno): 177 km/h (110 MPH; 96 kt)
- Alcance: 5 h

## Aeronaves relacionadas

### Secuencias de designación
- Secuencia Numérica (interna de Bristol): ← 10 - 11 - 12 - 13 - 14 - 15 - 16 →